# Fjordia chriskaugei
Fjordia chriskaugei is een slakkensoort uit de familie van de Coryphellidae. De wetenschappelijke naam van de soort is voor het eerst geldig gepubliceerd in 2017 door Korshunova, Martynov, Bakken, Evertsen, Fletcher, Mudianta, Saito, Lundin, Schrödl en Picton.

## Beschrijving
Fjordia chriskaugei is een zeenaaktslak die gewoonlijk 30-50 mm lang zijn. Het lichaam is doorschijnend wit van kleur met lijnen van ondoorzichtig wit pigment op de lange, puntige rugtentakels (cerata), die langs het midden van de rug lopen. Soortgelijke witte lijnen liggen aan elke kant van het lichaam, onder het punt waar de cerata aan het lichaam zijn bevestigd. De cerata zijn gevuld met roodbruine, rode of gele spijsverteringsklieren en hebben lineaire streepjes wit pigment die als onregelmatige lijnen op de oppervlakken zijn gerangschikt.